# Neoperla laminulata
Neoperla laminulata és una espècie d'insecte plecòpter pertanyent a la família dels pèrlids.